# Coupe Internationale de Nice de 2012
Coupe Internationale de Nice de 2012 foi a décima sétima edição da Coupe Internationale de Nice, um evento anual de patinação artística no gelo, sendo parte do calendário sênior internacional. A competição foi disputada entre os dias 24 de outubro e 28 de outubro, na cidade de Nice, França.

## Eventos
- Individual masculino
- Individual feminino
- Duplas
- Dança no gelo

## Medalhistas
| Evento                        | Ouro                                                 | Prata                                       | Bronze                                        |
| Sênior                        |                                                      |                                             |                                               |
| Individual masculino detalhes | Keegan Messing · Estados Unidos                      | Max Aaron · Estados Unidos                  | Peter Liebers · Alemanha                      |
| Individual feminino detalhes  | Polina Korobeynikova · Rússia                        | Isabelle Olsson · Suécia                    | Kristina Zaseeva · Rússia                     |
| Duplas detalhes               | Alexa Scimeca · Christopher Knierim · Estados Unidos | Ksenia Stolbova · Fedor Klimov · Rússia     | Nicole Della Monica · Matteo Guarise · Itália |
| Dança no gelo detalhes        | Ksenia Monko · Kirill Khaliavin · Rússia             | Valeria Starygina · Ivan Volobuiev · Rússia | Irina Shtork · Taavi Rand · Estônia           |
| Júnior                        |                                                      |                                             |                                               |
| Individual masculino detalhes | Alexander Petrov · Rússia                            | Artem Lezheev · Rússia                      | Simon Hocquaux · França                       |
| Individual feminino detalhes  | Maria Stavitskaia · Rússia                           | Laurine Lecavelier · França                 | Jenni Saarinen · Finlândia                    |

## Resultados

### Sênior

#### Individual masculino
| Pos.              | Nome                | Nacionalidade  | Pontos | PC         | PL          |
| ----------------- | ------------------- | -------------- | ------ | ---------- | ----------- |
| Medalha de ouro   | Keegan Messing      | Estados Unidos | 224.44 | 80.11 (1)  | 144.33 (2)  |
| Medalha de prata  | Max Aaron           | Estados Unidos | 219.62 | 75.95 (2)  | 143.67 (3)  |
| Medalha de bronze | Peter Liebers       | Alemanha       | 204.09 | 66.86 (4)  | 137.23 (5)  |
| 4                 | Jorik Hendrickx     | Bélgica        | 202.06 | 66.16 (5)  | 135.90 (6)  |
| 5                 | Ivan Bariev         | Rússia         | 200.71 | 58.27 (8)  | 142.44 (4)  |
| 6                 | Zhan Bush           | Rússia         | 195.50 | 50.59 (15) | 144.91 (1)  |
| 7                 | Vladislav Sezganov  | Rússia         | 191.02 | 67.36 (3)  | 123.66 (9)  |
| 8                 | Mark Shakhmatov     | Rússia         | 187.74 | 59.11 (7)  | 128.63 (8)  |
| 9                 | Chafik Besseghier   | França         | 187.38 | 57.93 (9)  | 129.45 (7)  |
| 10                | Zoltán Kelemen      | Romênia        | 180.92 | 64.18 (6)  | 116.74 (10) |
| 11                | Christopher Berneck | Alemanha       | 169.95 | 53.39 (10) | 116.56 (11) |
| 12                | Vitali Luchanok     | Bielorrússia   | 169.05 | 53.28 (11) | 115.77 (12) |
| 13                | Denis Wieczorek     | Alemanha       | 166.72 | 52.76 (12) | 113.96 (13) |
| 14                | Patryk Myzyk        | Polônia        | 163.52 | 51.32 (14) | 112.20 (14) |
| 15                | Valtter Virtanen    | Finlândia      | 149.71 | 49.83 (16) | 99.88 (15)  |
| 16                | Ondrej Spiegl       | Suécia         | 144.42 | 51.43 (13) | 92.99 (20)  |
| 17                | Jamie Wright        | Reino Unido    | 143.67 | 47.78 (17) | 95.89 (18)  |
| 18                | Justus Strid        | Dinamarca      | 143.15 | 44.24 (23) | 98.91 (16)  |
| 19                | Pavel Ignatenko     | Bielorrússia   | 141.94 | 44.68 (22) | 97.26 (17)  |
| 20                | Yakov Godorozha     | Ucrânia        | 135.70 | 40.78 (24) | 94.92 (19)  |
| 21                | Nicolas Dubois      | Suíça          | 134.33 | 45.73 (20) | 88.60 (21)  |
| 22                | Daniel Aggiano      | Reino Unido    | 128.66 | 44.83 (21) | 83.83 (22)  |
| 23                | Saverio Giacomelli  | Itália         | 124.38 | 46.00 (19) | 78.38 (23)  |
| 24                | Mario-Rafael Ionian | Áustria        | 102.32 | 46.26 (18) | 56.06 (24)  |

#### Individual feminino
| Pos.                                                  | Nome                     | Nacionalidade | Pontos | PC         | PL         |
| ----------------------------------------------------- | ------------------------ | ------------- | ------ | ---------- | ---------- |
| Medalha de ouro                                       | Polina Korobeynikova     | Rússia        | 149.82 | 44.48 (11) | 105.34 (1) |
| Medalha de prata                                      | Isabelle Olsson          | Suécia        | 148.24 | 56.30 (1)  | 91.94 (4)  |
| Medalha de bronze                                     | Kristina Zaseeva         | Rússia        | 146.87 | 46.86 (7)  | 100.01 (2) |
| 4                                                     | Natalia Popova           | Ucrânia       | 144.26 | 52.73 (2)  | 91.53 (5)  |
| 5                                                     | Léna Marrocco            | França        | 141.20 | 50.94 (4)  | 90.26 (6)  |
| 6                                                     | Polina Agafonova         | Rússia        | 139.94 | 45.71 (9)  | 94.23 (3)  |
| 7                                                     | Lénaëlle Gilleron-Gorry  | França        | 138.20 | 49.25 (6)  | 88.95 (7)  |
| 8                                                     | Juulia Turkkila          | Finlândia     | 136.14 | 49.77 (5)  | 86.37 (8)  |
| 9                                                     | Fleur Maxwell            | Luxemburgo    | 133.46 | 51.78 (3)  | 81.68 (10) |
| 10                                                    | Katie Powell             | Reino Unido   | 126.88 | 43.00 (13) | 83.88 (9)  |
| 11                                                    | Anita Anderberg Madsen   | Dinamarca     | 122.32 | 40.80 (17) | 81.52 (11) |
| 12                                                    | Daša Grm                 | Eslovênia     | 120.68 | 45.99 (8)  | 74.69 (13) |
| 13                                                    | Anna Afonkina            | Bulgária      | 118.81 | 45.70 (10) | 73.11 (14) |
| 14                                                    | Victoria Hübler          | Áustria       | 118.67 | 42.61 (15) | 76.06 (12) |
| 15                                                    | Patricia Gleščič         | Eslovênia     | 116.67 | 43.61 (12) | 73.06 (15) |
| 16                                                    | Reyna Hamui              | México        | 113.15 | 42.38 (16) | 70.77 (16) |
| 17                                                    | Mimi Tanasorn Chindasook | Tailândia     | 107.12 | 38.95 (19) | 68.17 (17) |
| 18                                                    | Nika Ceric               | Eslovênia     | 104.97 | 42.80 (14) | 62.17 (21) |
| 19                                                    | Belinda Schönberger      | Áustria       | 102.34 | 39.78 (18) | 62.56 (19) |
| 20                                                    | Tina Sturzinger          | Suíça         | 100.88 | 38.69 (20) | 62.19 (20) |
| 21                                                    | Carol Bressanutti        | Itália        | 96.55  | 33.59 (24) | 62.96 (18) |
| 22                                                    | Alexandra Kunová         | Eslováquia    | 94.43  | 36.47 (22) | 57.96 (22) |
| 23                                                    | Chaochin Liu             | Taipé Chinesa | 92.42  | 37.14 (21) | 55.28 (23) |
| 24                                                    | Angelika Dubinski        | Alemanha      | 85.99  | 36.05 (23) | 49.94 (24) |
| Não avançaram para a patinação livre / programa longo |                          |               |        |            |            |
| 25                                                    | Kelly Harrison           | Reino Unido   | —      | 33.28 (25) |            |
| 26                                                    | Ilaria Nogaro            | Itália        | —      | 33.01 (26) |            |
| 27                                                    | Chelsea Rose Chiappa     | Hungria       | —      | 26.44 (27) |            |
| 28                                                    | Clara Peters             | Irlanda       | —      | 26.41 (28) |            |
| 29                                                    | Mary Ro Reyes            | México        | —      | 24.44 (29) |            |
| 30                                                    | Priscila Alavez          | México        | —      | 23.38 (30) |            |
| WD                                                    | Ira Vannut               | Bélgica       | —      | — (WD)     |            |
| WD                                                    | Crystal Kiang            | Taipé Chinesa | —      | — (WD)     |            |

#### Duplas
| Pos.              | Nome                                 | Nacionalidade  | Pontos | PC        | PL         |
| ----------------- | ------------------------------------ | -------------- | ------ | --------- | ---------- |
| Medalha de ouro   | Alexa Scimeca / Christopher Knierim  | Estados Unidos | 156.00 | 59.01 (1) | 96.99 (2)  |
| Medalha de prata  | Ksenia Stolbova / Fedor Klimov       | Rússia         | 155.04 | 48.32 (3) | 106.72 (1) |
| Medalha de bronze | Nicole Della Monica / Matteo Guarise | Itália         | 137.47 | 44.52 (4) | 92.95 (3)  |
| 4                 | Vasilisa Davankova / Andrei Deputat  | Rússia         | 125.54 | 50.38 (2) | 75.16 (4)  |
| 5                 | Julia Lavrentieva / Yuri Rudik       | Ucrânia        | 114.98 | 42.07 (5) | 72.91 (5)  |
| 6                 | Stina Martini / Severin Kiefer       | Áustria        | 99.20  | 34.85 (6) | 64.35 (6)  |
| 7                 | Ronja Roll / Gustav Forsgren         | Suécia         | 83.45  | 29.53 (7) | 53.92 (7)  |

#### Dança no gelo
| Pos.              | Nome                                     | Nacionalidade    | Pontos | PC         | PL         |
| ----------------- | ---------------------------------------- | ---------------- | ------ | ---------- | ---------- |
| Medalha de ouro   | Ksenia Monko / Kirill Khaliavin          | Rússia           | 140.62 | 54.88 (2)  | 85.74 (1)  |
| Medalha de prata  | Valeria Starygina / Ivan Volobuiev       | Rússia           | 137.60 | 56.49 (1)  | 81.11 (2)  |
| Medalha de bronze | Irina Shtork / Taavi Rand                | Estônia          | 118.69 | 50.08 (3)  | 68.61 (5)  |
| 4                 | Frederica Bernardi / Christopher Mior    | Itália           | 117.00 | 46.30 (4)  | 70.70 (3)  |
| 5                 | Lucie Myslivečková / Neil Brown          | República Tcheca | 115.24 | 46.00 (6)  | 69.24 (4)  |
| 6                 | Olesia Karmi / Max Lindholm              | Finlândia        | 113.64 | 46.24 (5)  | 67.40 (7)  |
| 7                 | Nadezhda Frolenkova / Vitaly Nikiforov   | Ucrânia          | 112.94 | 44.39 (8)  | 68.55 (6)  |
| 8                 | Charlotte Aiken / Josh Whidborne         | Reino Unido      | 108.27 | 41.08 (9)  | 67.19 (8)  |
| 9                 | Alexandra Zvorigina / Maciej Bernadowski | Polônia          | 108.20 | 44.70 (7)  | 63.50 (9)  |
| 10                | Ramona Elsener / Florian Roost           | Suíça            | 100.05 | 39.94 (10) | 60.11 (10) |
| 11                | Corenne Bruhns / Ryan Van Natten         | México           | 90.22  | 35.21 (12) | 55.01 (11) |
| 12                | Natalia Kaliszek / Michał Kaliszek       | Polônia          | 85.59  | 36.62 (11) | 48.97 (13) |
| 13                | Sarah May Coward / Georgi Kenchadze      | Bulgária         | 83.79  | 34.69 (13) | 49.10 (12) |

### Júnior

#### Individual masculino júnior
| Pos.              | Nome                       | Nacionalidade | Pontos | PC         | PL         |
| ----------------- | -------------------------- | ------------- | ------ | ---------- | ---------- |
| Medalha de ouro   | Alexander Petrov           | Rússia        | 188.95 | 58.23 (1)  | 130.72 (1) |
| Medalha de prata  | Artem Lezheev              | Rússia        | 174.39 | 57.84 (3)  | 116.55 (3) |
| Medalha de bronze | Simon Hocquaux             | França        | 173.44 | 49.91 (5)  | 123.53 (2) |
| 4                 | Ivan Pavlov                | Ucrânia       | 169.78 | 57.84 (2)  | 111.94 (6) |
| 5                 | Charles Tetar              | França        | 169.71 | 56.81 (4)  | 112.90 (5) |
| 6                 | Michael Christian Martinez | Filipinas     | 165.12 | 49.64 (7)  | 115.48 (4) |
| 7                 | Timofei Novaikin           | França        | 150.03 | 49.73 (6)  | 100.30 (7) |
| 8                 | Yaroslav Paniot            | Ucrânia       | 134.21 | 43.33 (8)  | 90.88 (8)  |
| 9                 | John Hallman               | Suécia        | 117.9  | 34.23 (11) | 83.71 (9)  |
| 10                | Simon Gabriel Ionian       | Áustria       | 105.73 | 34.85 (10) | 70.88 (10) |
| 11                | Jordan Dodds               | Austrália     | 92.21  | 36.83 (9)  | 55.38 (11) |

#### Individual feminino júnior
| Pos.              | Nome                  | Nacionalidade | Pontos | PC         | PL         |
| ----------------- | --------------------- | ------------- | ------ | ---------- | ---------- |
| Medalha de ouro   | Maria Stavitskaia     | Rússia        | 149.02 | 48.74 (1)  | 100.28 (1) |
| Medalha de prata  | Laurine Lecavelier    | França        | 134.48 | 46.79 (2)  | 87.69 (2)  |
| Medalha de bronze | Jenni Saarinen        | Finlândia     | 132.10 | 45.01 (4)  | 87.09 (3)  |
| 4                 | Liubov Efimenko       | Finlândia     | 129.21 | 46.00 (3)  | 83.21 (4)  |
| 5                 | Micol Cristini        | Itália        | 123.30 | 44.38 (5)  | 78.92 (6)  |
| 6                 | Carla Monzali         | França        | 121.42 | 43.22 (6)  | 78.20 (7)  |
| 7                 | Bahia Taleb           | França        | 120.99 | 41.20 (12) | 79.79 (5)  |
| 8                 | Nadjma Mahamoud       | França        | 114.36 | 41.81 (10) | 72.55 (8)  |
| 9                 | Yasmine Kimiko Yamada | Suíça         | 113.49 | 42.90 (8)  | 70.59 (10) |
| 10                | Minami Hanashiro      | Alemanha      | 113.20 | 41.69 (11) | 71.51 (9)  |
| 11                | Alexandra Golovkina   | Lituânia      | 109.46 | 38.94 (14) | 70.52 (11) |
| 12                | Marta Garcia          | Espanha       | 107.57 | 40.76 (13) | 66.81 (13) |
| 13                | Alina Milevskaya      | Ucrânia       | 106.63 | 42.78 (9)  | 63.85 (17) |
| 14                | Giada Russo           | Itália        | 106.18 | 36.32 (18) | 69.86 (12) |
| 15                | Timila Shrestha       | Finlândia     | 103.45 | 42.95 (7)  | 60.50 (20) |
| 16                | Ceciliane Hartman     | Singapura     | 103.29 | 37.64 (17) | 65.65 (14) |
| 17                | Emilia Toikkanen      | Finlândia     | 101.83 | 38.00 (16) | 63.83 (18) |
| 18                | Louila Chtchetinian   | Suíça         | 100.88 | 36.10 (19) | 64.78 (16) |
| 19                | Inga Janulevičiūtė    | Lituânia      | 96.85  | 32.02 (24) | 64.83 (15) |
| 20                | Elin Hallberg         | Suécia        | 96.81  | 34.39 (21) | 62.42 (19) |
| 21                | Dominkia Murckova     | Eslováquia    | 94.39  | 38.04 (15) | 56.35 (22) |
| 22                | Darin Khussein        | Ucrânia       | 92.25  | 32.24 (23) | 60.01 (21) |
| 23                | Kailani Craine        | Austrália     | 85.79  | 34.66 (20) | 51.13 (23) |
| 24                | Anneli Kawelke        | Alemanha      | 72.35  | 33.06 (22) | 39.29 (24) |

## Quadro de medalhas
| Ordem | País           | Medalha de ouro | Medalha de prata | Medalha de bronze |    | Ordem por total |
| ----- | -------------- | --------------- | ---------------- | ----------------- | -- | --------------- |
| 1     | Rússia         | 4               | 3                | 1                 | 8  | 1               |
| 2     | Estados Unidos | 2               | 1                |                   | 3  | 2               |
| 3     | França         |                 | 1                | 1                 | 2  | 3               |
| 4     | Suécia         |                 | 1                |                   | 1  | 4               |
| 5     | Alemanha       |                 |                  | 1                 | 1  | 4               |
| 5     | Estônia        |                 |                  | 1                 | 1  | 4               |
| 5     | Finlândia      |                 |                  | 1                 | 1  | 4               |
| 5     | Itália         |                 |                  | 1                 | 1  | 4               |
| TOTAL | TOTAL          | 6               | 6                | 6                 | 18 | —               |